# Epinephelus erythrurus
Epinephelus erythrurus és una espècie de peix de la família dels serrànids i de l'ordre dels perciformes.

## Morfologia
Els mascles poden assolir els 45 cm de longitud total.

## Distribució geogràfica
Es troba al Pakistan, l'Índia, Sri Lanka, les Índies Orientals i el Golf de Tailàndia.